# Signe Hornborg

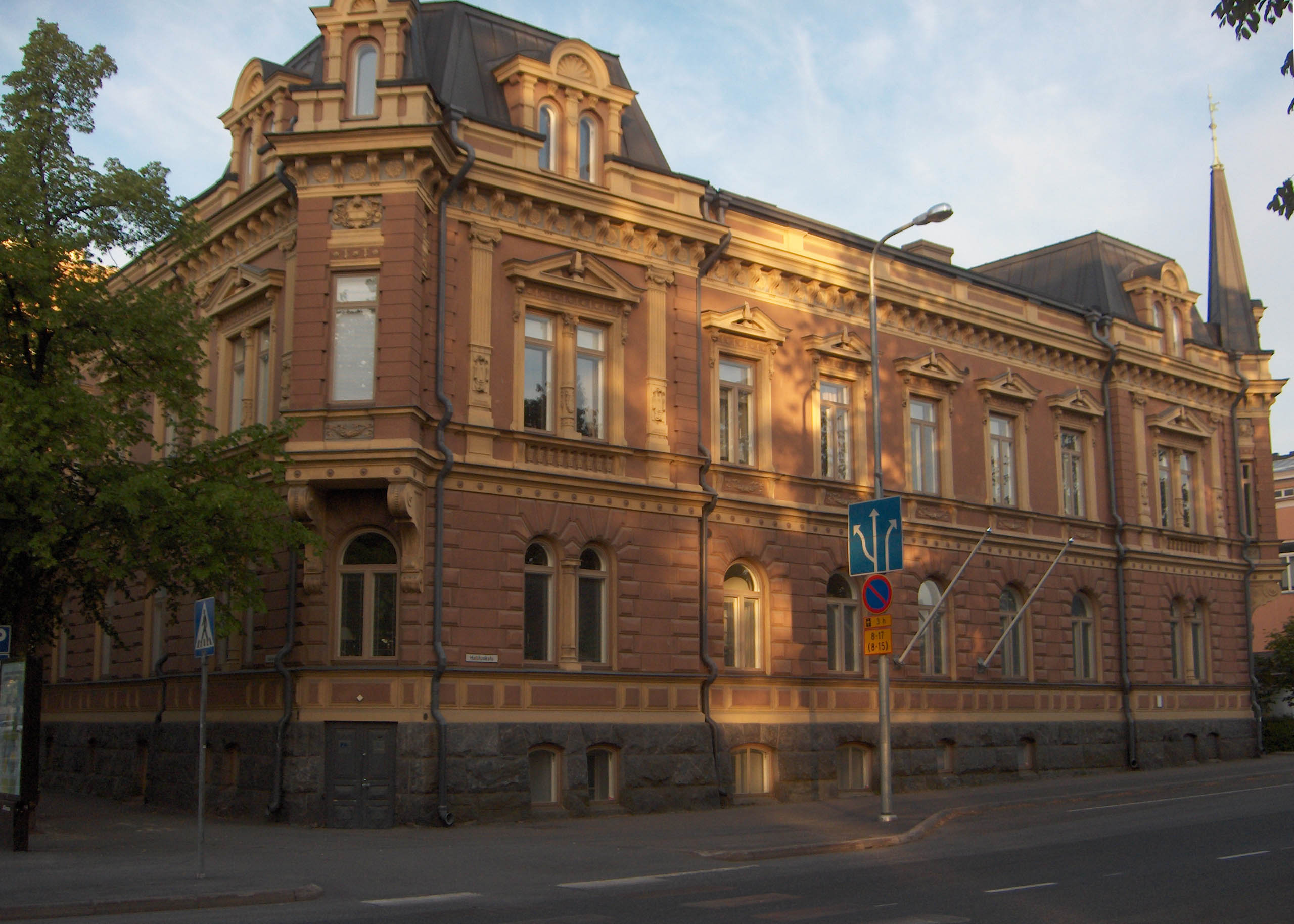
Signe Hornborg, fachada de Signelinna, 1892

Signe Ida Katarina Hornborg (Turku, 8 de noviembre de 1862-Helsinki, 6 de diciembre de 1916) fue la primera mujer graduada como arquitecta en Finlandia.

## Formación
Estudió en el Instituto Politécnico de Helsinki (actualmente Universidad Tecnológica de Helsinki / Aalto University), entre 1888 y 1890. Allí estudió en calidad de naisoppilas es decir, una “estudiante femenina” y que, en un contexto académico masculino, se graduaba gracias a un erivapaudella, o “permiso especial”.
En la época en que Hornborg estudia en el Politécnico, éste contaba con alrededor de 200 estudiantes que adquirían una formación tecnológica (no ligada entonces todavía a un título universitario). Dicha formación técnica en Arquitectura y en algunas ramas de la Ingeniería se oficializa a partir de la reforma educativa finlandesa de 1858. En 1894, se gradúa también en el mismo Politécnico, Lars Eliel Sonk (1870-1956), en cuyo estudio trabajaría tiempo después la arquitecta Signe Hornborg.

## Obras
Signe Hornborg diseñó la casa Newander (también llamada Signelinna), en la ciudad de Pori, Finlandia, 1892.